# Буланый, Михаил Леонидович
Михаил Леонидович Буланый (укр. Михайло Леонідович Буланий; род. 1975) — украинский спортсмен и тренер (пауэрлифтинг); Заслуженный тренер Украины.

## Биография
Родился 19 октября 1975 года в Полтаве Украинской ССР.
Проживает и работает в Полтаве. Тренировался у Павла Манди и Лерника Матосяна, став четырёхкратным чемпионом мира. В 2008 году окончил Полтавский педагогический университет, став учителем по физвоспитанию. Жена — Елена, сын — Богдан, занимается плаванием.
По итогам 2014 года Михаил Буланый вошел в десятку лучших спортсменов по неолимпийским видам спорта общества «Динамо», завоевав две серебряные медали чемпионатов мира по пауэрлифтингу в ЮАР (при этом установив три мировых рекорда в весовой категории до 93 кг) и США.
После окончания спортивной карьеры занялся тренерской. В числе его воспитанников — Ираклий Мдивнишвили.